# Jean-Henry Céant
Jean Henry Céant (Puerto Príncipe, 27 de septiembre de 1956) es un notario y político haitiano que se desempeñó como primer ministro de Haití desde el 17 de septiembre de 2018 hasta el 21 de marzo de 2019. Anteriormente fue candidato presidencial en las elecciones de 2011 y 2016. Dirige una organización política llamada Renmen Ayiti.

## Primer ministro
Fue elegido por el presidente Jovenel Moïse para convertirse en primer ministro de Haití en agosto de 2018, sucediendo en el cargo a Jack Guy Lafontant, quien había renunciado debido a una crisis económica desatada por el alza del precio del combustible.
En noviembre de 2018, una serie de protestas convocadas por los partido opositor y la población por la crisis alimenticia y la inflación que tuve su incremento más alto en la historia de Haití, principalmente el partido Pitit Dessalines, exigieron la renuncia de Moïse y Céant, en el marco de una crisis económica y casos de corrupción,dónde el nombre del expresidente y el señor Ceant fue citado varias veces cómo principal protagonista en la dilapidacíob del fondo petro Caribe.